# 春花胡枝子
春花胡枝子（学名：Lespedeza dunnii）为豆科胡枝子属下的一个种。

## 扩展阅读
- 維基物種上的相關：春花胡枝子